# Jean Genet
Jean Genet, francoski romanopisec, pesnik, esejist in politični aktivist. * 19. december 1910, Pariz, † 15. april 1986, Pariz.

## Življenje
Jean Genet se je rodil 19. decemebra leta 1910 v Parizu kot nezakonski otrok. Njegova mati ga je kot sedemmesečnega dala v rejništvo tesarju Charlesu Régnierju in njegovi ženi Eugéniei v podeželskem Alligny-en-Morvanu v osrednji Franciji. Čeprav je bil v osnovni šoli uspešen učenec, je že zgodaj začel krasti ter večrat skušal pobegniti od doma, zaradi česar so ga pri njegovih petnajstih letih poslali v deški popravni dom Mettray, kjer je preživel tri leta. O svojih doživetjih v tem času priča v avtobiografskem romanu Čudež vrtnice (Miracle of the Rose), ki ga je napisal leta 1946. Pri svojih 18 letih se je, da bi ušel popravnemu domu, pridružil vojski. Služil je Siriji in Maroku, medtem pa je dezertiral. Z lažnimi dokumenti je potoval po Evropi – obiskal je Italijo, Albanijo, Jugoslavijo, Avstrijo, Češkoslovaško, Poljsko, Nemčijo ter se preživljal z beračenjem, tatvinami in prostitucijo. To obodbje opiše v Dnevniku lopova (Journal du voleur) leta 1949. Po vrnitvi v Pariz leta 1937 so ga zaradi slednjih prestopkov večkrat zaprli in ga leta 1938 zaradi nemoralnosti in duševne neuravnovešenosti odpustili iz vojske. V času bivanja v zaporu je začel pisati.
V zaporu je Genet napisal svojo prvo pesnitev Na smrt obsojeni in roman Naše gospe Cvete (Our Lady of the Flowers), ki ga je dal v branje Jeanu Cocteauju. Ta je kljub seksualni neposrednosti dela prepoznal njegovo kakovost in Genetu pomagal do založnika.
Do leta 1949 je njegov literarni opus štel pet romanov, tri igre in številne pesmi, od katerih so mnoge bile označene kot kontraverzne zaradi eksplicitnega in pogosto namerno provokativnega prikaza homoseksualnosti in kriminala. Jean-Paul Sartre je napisal analizo Genetovega eksistencialnega razvoja (od potepuha do pisatelja) z naslovom Saint Genet (1952), ki je Geneta zelo prizadela, posledično je za tri leta prenehal pisati.
Med letoma 1955 in 1961 je napisal tri drame in esej, med tem časom je spoznal Abdallaha Bentago, cirkuškega artista in v vrvohodca, s katerim sta postala partnerja. Po Bentagovem nepričakovanem samomoru leta 1964 je Genet padel v globoko depresijo in oznanil, da se ne bo več ukvarjal z literaturo. Po neuspelem poskusu samomora je za dlje časa odpotoval na Japonsko; potovanje mu je služilo kot nekakšen preporod. V Pariz se je vrnil leta 1968 in takrat postal politično aktiven. Podprl je študentsko gibanje, pisal je tudi politične eseje in članke. Še istega leta je na povabilo Črnih panterjev odpotoval v ZDA in nato obiskal še begunska taborišča v Palestini. Postajal je vedno bolj politično aktiven, sodeloval je pri demonstracijah, ki so opozarjale na življenske razmere imigrantov v Franciji, in podpiral akcije nemške RAF in palestinskega osvobodilnega gibanja. O svojih izkušnjah v Palestini piše v knjigi Zaljubljeni jetnik.
Leta 1979 so mu diagnosticirali raka na grlu. Od tega leta dalje je večino časa preživel v Maroku, kjer so ga po njegovi smrti, 15. aprila leta 1986, pokopali.

## Delo

### Romani in avtobiografije
V svojih prvih petih romanih Genet skuša uničiti tradicionalno moralo njegovih domnevnih bralcev. V delih predstavlja lepoto v zlu, kriminalce predstavi kot ikone, pogosto upodablja prizore izdaje in poudarja pozitivnost v svoji edinstvenosti. Poigrava se tudi s homoseksualnimi gestami, ki jih v besedilu zakodira.
V romanu Naša gospa Cveta opisuje svojo izkušnjo v času bivanja v zaporu, to pa predstavi skozi svoj alter ego po imenu Divine, ki pa je ženskega spola. Čudež vrtnice in Dnevnik lopova sta fikcijska avtobiografska romana. V njima opisuje svoj preživeti čas v poboljševalnici Mettray ter čas ko se je med potovanjem po Evropi preživljal z beračenjem in prostitucijo. Prostor v delu Querelle iz Bresta je postavljen v obmorsko mesto Brest, kjer so morje in mornarji povezani z umorom. Roman Pogrebno slavje (Pompes Funèbres) je Genet posvetil enemu izmed svojih ljubimcev, potem ko so ga ubili Nemci v drugi svetovni vojni. Zaljubljeni jetnik je roman, ki izide po Genetovi smrti in je spomin na njegova srečanja s palestinskimi vojaki in Črnimi panterji.

### Drame
V svojih dramah na zelo poseben, umetniški način prikazuje boje med družbenimi izobčenci in tistimi, ki jih zatirajo. Pri tem skozi igro vlog in poudarjeno teatralnost razkriva, kako družbene identitete niso nekaj naravnega ali trajnega, ampak nekaj, kar ljudje igrajo, parodirajo in večkratno preoblikujejo.

### Kritike
Genet je napisal kritični esej o delu švedskega kiparja in umetnika Alberta Giacomettija z naslovom L'Atelier d'Alberto Giacometti, ki je dobil velike pohvale nekaterih pomembnih umetnikov, tako s strani Giacomettija samega kot tudi Pabla Picassa. Genet je esej napisal v neformalnem slogu, vključil je tudi svoje pogovore z Giacomettijem.

### Filmi
Leta 1950 je Genet režiral 26-minutni črno-bel film z naslovom Un Chant d'Amour, ki prikazuje fantazije homoseksualnega zapornika in paznika. Bil je tudi sorežiser v vzhodnonemškem dokumentarnem filmu Am Anfang war der Dieb (In the Beginning was the Thief, 1984).
Od njegovih dram sta bile dve filmsko uprizorjeni, in sicer Balkon (The Balcony) ter Služkinji (The Maids).

## Seznam del
Romani in avtobiografije
- Naša gospa Cveta (Our Lady of the Flowers; Notre Dame des Fleurs), 1943
- Čudež vrtnice (Miracle of the Rose; Miracle de la Rose), 1951
- Pogrebno slavje (Funeral Rites; Pompes Funebres), 1953
- Querelle iz Bresta (Querelle of Brest; Querelle de Brest), 1953
- Dnevnik lopova (The Thief's Journal, Journal de voleur), 1949
- Zaljubljeni jetnik (Prisoner of Love; Un Captif Amoreux), 1986

Drame
- Poostreni nadzor (Deathwatch; Haute surveillance), 1949
- Služkinji (The Maids; Les Bonnes), 1947
- Balkon (The Balconyy, Le Balcon), 1962
- The Blacks (Les Negres), 1958
- Paravani (The Screens; Les Paravents), 1961
- Le Bagne, 1994

Poezija
- Na smrt obsojeni (The Man Sentenced to Death; Le Condamne a Mort), 1945
- Funeral March (Marche funèbre), 1945
- The Gallery (La Galere), 1945
- A Song of Love (Un Chant d'Amour), 1946
- The Fisherman of the Suquet (Le Pecheur du Suquet), 1948
- The Parade (Le Parade), 1948